# José Alarcón
José Alarcón Herrero (1878 - 11 de março de 1940) foi um político do Partido Socialista Operário Espanhol. Ele foi um apoiante da facção republicana durante a Guerra Civil Espanhola. Após a vitória dos nacionalistas, ele foi executado pelo Estado franquista.
Ele foi o parceiro romântico da escritora feminista socialista María Cambrils.